# Dutch Ruppersberger
Dutch Ruppersberger, właśc. Charles Albert Ruppersberger III, (ur. 31 stycznia 1946 w Baltimore, Maryland) – amerykański polityk, członek Partii Demokratycznej. Od 2003 roku jest przedstawicielem drugiego okręgu wyborczego w stanie Maryland w Izbie Reprezentantów Stanów Zjednoczonych.